# Miroslav Poljak
Miroslav Poljak (ur. 3 września 1944 w Zagrzebiu, zm. 2 listopada 2015 tamżę) – piłkarz wodny. W barwach Jugosławii złoty medalista olimpijski z Meksyku.
Mierzący 185 cm wzrostu zawodnik w 1968 wspólnie z kolegami triumfował w rywalizacji waterpolistów, była to jego jedyna olimpiada. W turnieju zdobył 13 bramek. Był brązowym medalistą mistrzostw Europy w 1966.